# Internacionalizmi
Internacionalizmi ili međunarodnice jesu posuđenice koje u više jezika imaju isto osnovno značenje i u svojoj osnovi isti izraz. Većina potječe iz grčkoga i latinskoga jezika te se često nazivaju i europeizmima.

## Primjeri međunarodnica
- Riječi iz latinskoga i grčkoga jezika:

filozofija, poetika, medicina, ekonomija, pedagogija, radio, komparativ, superlativ, nominativ, genitiv...
- U svojoj osnovi mogu imati i riječ iz latinskoga i riječ iz grčkoga jezika, primjerice:

automobil, televizija
- grčke su se riječi s grčkim slovom χ (hi) transkribirale na različite načine:

- ranijim preuzimanjem χ postaje k: kemija, karta, kaos, karakter, kirurgija
-  kasnijim preuzimanjem χ postaje h: historija, hereza, hijerarhija
- supersuperlativi; ako smo iz klasičnih jezika posudili riječi koje su već i superlativi, onda se od njih superlativi ponovno ne tvore dodavanjem predmetka naj:

optimalno (lat. superlativ optimus), minimalno (lat. minimus), maksimalan (lat. maximus), ekstreman (lat. extremus), ultimativan (lat. ultimus), inferioran (lat. infimus), superioran, prioritetan, krucijalan, (najoptimalniji, najminimalniji, najmaksimalniji, najekstremniji...)
- U posuđivanju prednost imaju riječi klasičnog porijekla te nije dobro iznova posuđivati već posuđene riječi:

aktualan, vizualan, ofenziva, shema (a ne aktuelan, vizuelan, ofanziva iz francuskoga jezika te šema iz južnoslavenskih jezika)
- Riječi iz neklasičnih jezika:

valcer (njem. Walzer), balerina (tal. ballerina)

## Raslojenost
Od internacionalizama treba razlikovati riječi koje su dokaz da su jezici dio iste jezične skupine. Tako će brojni leksemi imati isti izraz i značenje u srodnim jezicima, a to ih odmah ne svrstava u internacionalizme.
Internacionalizmi su najčešći u stručnoj terminologiji. U posljednje vrijeme, zbog računalnog nazivlja, prevladavaju i internacionalizmi iz engleskoga jezika.